# Еускади, літо 1982
Еускади, літо 1982 (фр. Euzkadi été 1982) — фільм відомого грузинсько-французького кінорежисера Отара Іоселіані.

## Сюжет
Власне, весь фільм — про свято і про підготовку до нього. Перше враження приголомшує: як ні на кого не схожі баски. Відмітивши це, вже не можеш позбутися думки, що оригінальність ритму, мелодії, породи залучає і самого Іоселіані. Захоплюючись, він відшукує все нові, ні з чим не зрівняні межі цього життя, цієї культури. Доки не досягає несподіваного ефекту: у дуже ритуалізованому житті, замкнутості і самодостатності цього світу поступово накопичується загроза, можливість зриву, порушення ритуалу. Або надія на це.